# Nuoto sincronizzato ai XVI Giochi panamericani
Il nuoto sincronizzato ai XVI Giochi panamericani si è svolto allo Scotiabank Aquatics Center di Guadalajara, in Messico, dal 18 al 21 ottobre 2011. Essendo uno sport esclusivamente femminile, non si è disputata alcuna disciplina in ambito maschile.

## Calendario
Tutti gli orari secondo il Central Standard Time (UTC-6).
| Giorno   | Data           | Inizio | Fine  | Evento  | Fase            |
| -------- | -------------- | ------ | ----- | ------- | --------------- |
| Giorno 5 | Mar 18 ottobre | 14:00  | 17:00 | Duo     | Routine tecnica |
| Giorno 6 | Mer 19 ottobre | 14:00  | 17:00 | Squadre | Routine tecnica |
| Giorno 7 | Gio 20 ottobre | 14:00  | 17:00 | Duo     | Routine libera  |
| Giorno 8 | Ven 21 ottobre | 14:00  | 17:00 | Squadre | Routine libera  |

## Risultati
| Evento  | Oro | Argento | Bronzo |
| Duo     | Canada Elise Marcotte Marie-Pier Boudreau Gagnon                                                                                        | Stati Uniti Mary Killman Mariya Koroleva                                                                                       | Brasile Lara Teixeira Nayara Figueira                                                                                        |
| Squadre | Canada Marie-Pier Boudreau Gagnon Jo-Annie Fortin Chloé Isaac Stéphanie Leclair Tracy Little Élise Marcotte Karine Thomas Valérie Welsh | Stati Uniti Morgan Fuller Megan Hansley Mary Killman Mariya Koroleva Michelle Moore Leah Pinette Lyssa Wallace Alison Williams | Brasile Giovana Stephan Joseane Costa Lara Teixeira Lorena Molinos Maria Bruno Maria Pereira Nayara Figueira Pamela Nogueira |

## Medagliere
| Posizione | Nazione     | Oro | Argento | Bronzo | Totale |
| --------- | ----------- | --- | ------- | ------ | ------ |
| 1         | Canada      | 2   | 0       | 0      | 2      |
| 2         | Stati Uniti | 0   | 2       | 0      | 2      |
| 3         | Brasile     | 0   | 0       | 2      | 2      |